# Dentex macrophthalmus
Il dentice occhione (Dentex macrophthalmus) è un pesce di mare della famiglia Sparidae.

## Denominazioni dialettali italiane
Il dentice occhione è conosciuto, nelle varie regioni italiane, con nomi dialettali diversi:
| Regione | Denominazione                                            |
| ------- | -------------------------------------------------------- |
| Liguria | Bucca ruga, Sciamma                                      |
| Puglia  | Letrinu                                                  |
| Sicilia | Dintadu, Occhiu beddu, Vucca russa, Budicaru, Scazzupolo |

## Distribuzione e habitat
È presente nel mar Mediterraneo ma in maniera disomogenea, è infatti comune nel mar Egeo e lungo le coste meridionali mentre nei mari italiani è raro. Si trova anche nell'Oceano Atlantico orientale tra il Portogallo e l'Angola.
Vive in acque piuttosto profonde, tra i 50 ed i 300 metri, su tutti i tipi di fondale.

## Descrizione
Appare più simile ad un pagro che ad un dentice, l'occhio è molto grande (circa 1/3 della lunghezza della testa), il ventre è arrotondato e non piatto come nel dentice comune.
Il colore del corpo e delle pinne è rosa, tipicamente il lobo inferiore della pinna caudale è bianco.
Raggiunge i 40 cm di lunghezza.

## Alimentazione
È un predatore che si ciba principalmente di pesci e crostacei.

## Pesca
È scarsamente presente sui mercati italiani mentre ha grande importanza per la pesca professionale del Nord Africa. 

## Gastronomia
Le sue carni sono ottime e può essere cucinato come il dentice comune.